# Hospital Waitakere
El Hospital Waitakere (en inglés: Waitakere Hospital) es un nuevo hospital general (establecido en 2005) en la zona de las afueras de Henderson / Lincoln de la ciudad de Waitakere, parte del área de Auckland de Nueva Zelanda. Es administrado por la Junta de Salud del Distrito de Waitemata y sirve a las poblaciones de Waitakere y Kaipara. Inaugurado en 2005, cuenta con 76 camas médicas y 6 camas de cuidados coronarios, una unidad de maternidad y una unidad quirúrgica con 2 quirófanos. El Centro de emergencias del hospital no tiene un centro ti`po 24/7, y los casos urgentes se referidos al Hospital North Shore durante las horas nocturnas.
HealthWest, un proveedor de atención primaria privada, tuvo a partir de 2006 con las negociaciones con el hospital el derecho a proporcionar a los pacientes con honorarios pagados los servicios médicos en el hospital.